# Kruševica (Raška)
Kruševica (Servisch cyrillisch Крушевица) is een plaats in de Servische gemeente  Raška. De plaats telt 150 inwoners (2002).